# 아미두 발라니
아미두 발라니(Amidou Balani, 1982년 1월 1일~)는 부르키나파소 오로다라 출신 음악가이다.
서아프리카 부르키나파소 음악가계급 그리오(Griot) 출신 음악가. 명성높은 디아바테떼(Diabate) 그리오 가문에 태어나, 아버지로부터 5살 때부터 그리오 계급의 전문음악인 교육(발라폰 연주 및 서아프리카 만데 문화권의 전통음악, 악기, 이야기 등)을 익혔다. 발라폰뿐만 아니라 젬베, 둔둔, 토킹드럼, 고니, 깔라바스 등 거의 모든 서아프리카 전통악기를 수준급으로 연주한다.
13세부터 전문음악인으로서 독자적인 활동을 시작했다. 1994년부터  <Troupe Salmon>, <djigiya>, <landaya> 등 팀 활동을 통해 부르키나 파소 및 말리 등 경연대회에서 우수한 성적을 거뒀다.
2008년, 부르키나파소 국가예술경연에서 발라폰 연주자로서 1위를 차지했다.
“나의 인생은 음악”이라고 표현하며, 한국에서 쿨레칸 음악감독 및 연주자이며 현재는 밴드 트레봉봉 에서 연주를 담당하고 있다.

## 공연 연혁

### 2012년~현재 (한국)
- 2017. 12~ 현재 하이브리드 밴드 트레봉봉 : 펜타포트 록 페스티벌, 그린플러그드 동해 등 공연 다수
- 2014. 3~ 2016. 12 서울 하자작업장학교 고등과정 정규수업 : 아프리카 댄스
- 2015. 6~ 2016. 12 부천 송내동 청소년문화의 집 : 아프리카 댄스 및 음악
- 2015. 1~ 2016. 12 에스꼴라 알레그리아 : 아프리카 댄스 및 음악
- 2015. 9. 현대무용 솔로작품 <보이지 않는 손(La Main Invisible)> 대구국제무용제 음악창작 및 실연
- 2015. 4. 아프리카 무용음악극 <이리바(Yiriba)> 음악감독
- 2015. 4. 서울국제즉흥춤축제 <국제협업즉흥 : 프랑스, 한국, 부르키나파소>
- (공동작업자 : 카트린 조세포, 오세빈, 너클, 하쿠 승호, 엠마누엘 사누)
- 2014. 6. 어린이 뮤지컬 <아프리카 결혼식 : 푸루스리> 공연
- 2014 ~ 아프리카 전통공연팀 쿨레 칸 음악가 활동
- 2012. 4~ 2014. 1 아프리카 전통공연단 <아누파시아> 음악가 활동, 포천아프리카예술박물관

### 1995~2012년 (아프리카)
- 2012. <Blidbein Festival>, 부르키나파소
- 2011. <CCF Bobo-dioulasso>, 부르키나파소
- 2010. <Segou Festival Sur le Niger>, 말리
- 2006. Troupe Djigiya, <Festival Banfora>, 부르키나파소
- 1995. <Benbou Center of Culture>, 부르키나 파소

## 수상 연혁
- 2010. 2위 수상 (단체 Landaya) / 아프리카 전통 음악&춤 부문 / Festival Bobo Afro-zik, 부르키나 파소
- 2008. 1위 수상 / 발라폰(Balafon) 솔로 연주 / SNC 국가예술경연, 부르키나 파소
- 2008. 3위 수상 (단체 Troupe Djigiya) / SNC 국가예술경연, 부르키나 파소
- 1996. 2위 수상 / Festival Sigasso 경연, 말리
- 1994. 2위 수상 / 발라폰(Balafon) / SNC 국가예술경연, 부르키나 파소

## 워크숍

### 아프리카 댄스
부르키나 파소 무용가 엠마누엘 사누가 진행하며, 뮤지션 아미두 발라니의 라이브 연주가 함께 한다.
머리 끝부터 발끝까지 온 몸을 움직여서 추는 춤이며, 큰 동작과 에너제틱한 안무로 주로 이뤄져있다. 사람들과 음악에 정신없이 춤을 추다보면 어느새 땀에 흠뻑 젖어있고, 순수한 카타르시스를 느끼고 있는 자신을 발견하게 될 것이다.
모든 춤은 그 자체만으로도 운동효과가 있다. 하지만 아프리카 댄스는 사람들이 잘 쓰지 않은 근육을 느끼게 해 준다. 그리고 온몸으로 전해지는 북의 진동은 춤추는 이들에게 지칠줄 모르는 에너지를 제공한다.
- 리듬의 종류 : 보보동(Bobodon), 쟝사(Diansa), 구룬시(Gourounsi), 예레케케(yerekeke), 줄라동(diouladon), 쿠페데칼레(Coupé Décalé), 쟈카(diaka) 등

### 발라폰수업
발라폰 만뎅, 발라폰 줄라 등 총 2개의 발라폰 수업이 있으며, 최대 4명의 정원으로 발라폰의 기본 주법, 반주, 솔로 등을 배운다.
여러 발라폰이 서로 다른 반주를 조화롭게 연주하며, 그리오 대대로 내려오는 오래된 노래와 리듬을 배운다.
- 리듬의 종류 : 상지아(Sandia), 케메 브라망(Keme braman), 씬티코노페(Sinti Konofe), 젤리야(Jeliya), 사바부(Sababu) 등

### 은고니수업
부르키나파소 뮤지션 아미두 발라니가 진행하며, 아프리카의 대표적 현악기 고니 ngoni의 주법과 리듬, 노래 등을 익히는 수업이다.

### 아프리카 뮤직 오케스트라
부르키나 파소 뮤지션 아미두 발라니가 진행하는 서아프리카 악기 및 리듬 워크숍.
둔둔, 젬베, 바라, 타마니, 발라폰, 마라카스 등의 다양한 악기 들과 함께 서아프리카의 다양한 리듬을 연주 한다.
악기를 처음 연주 해 보는 사람부터 아프리카의 리듬이 궁금한 연주자까지 모두 참여 가능하다.

## 기사 (참고 자료)
- 쿨레칸공연 -잉카쇼니바레 연계 공연- - 아시아투데이
- 하자센터, 서울과 일본 후쿠시마 어린이가 함께 만나는 ‘푸른 길에서 만나자’ 캠프 개최 - 뉴스와이어
- “아프리카 문화 진수 알리고 싶어 ‘차별의 한국’ 못 떠나” - 한겨레